# Nychiodes syriaca
Nychiodes syriaca är en fjärilsart som beskrevs av Eugen Wehrli 1927. Nychiodes syriaca ingår i släktet Nychiodes och familjen mätare. Inga underarter finns listade i Catalogue of Life.